# 徳島県鳴門総合運動公園陸上競技場
徳島県鳴門総合運動公園陸上競技場（とくしまけんなるとそうごううんどうこうえんりくじょうきょうぎじょう）は、徳島県鳴門市の徳島県鳴門総合運動公園（鳴門・大塚スポーツパーク）内にある陸上競技場兼球技場。施設は徳島県が所有し、一般財団法人徳島県スポーツ振興財団が指定管理者として管理・運営を行っている。
東京都千代田区に本社を置く大塚製薬が命名権を取得しており、2007年5月12日から「鳴門・大塚スポーツパークポカリスエットスタジアム」（なると・おおつかスポーツパークポカリスエットスタジアム、略称「鳴門大塚」）の呼称を用いている（詳細は徳島県鳴門総合運動公園#命名権を参照）。

## 概要
1971年5月、日本陸上競技連盟第1種公認の陸上競技場としてオープン。
1992年7月、第48回国民体育大会（東四国国体、1993年）の開催に合わせてナイター照明設備や電光掲示板の設置、トラックの改装などを実施。
1993年、第48回国民体育大会を開催。
2001年、2002 FIFAワールドカップのキャンプ地として立候補するためにピッチを拡張するも、誘致に失敗。
2003年、ねんりんピック徳島2003の総合開会式の会場として使用。
2011年3月、高輝度LED方式のオーロラビジョンを設置。LED産業の集積地であることもあり、使用されているLEDは全て徳島県内で製造されたものである。

## 改修について
2004年、J2ホームスタジアム基準を満たすために、芝の張り替え、照明の光度アップ、メインスタンドの一部個席化などの工事を実施。なお、2004年当時はバックスタンドに芝生席が設けられていた。
2011年末より、芝生席であったバックスタンド（約4,000平方メートル）の一部に個別席の建設及び審判専用更衣室内のトイレとシャワー室の新設工事を実施し、2012年7月にバックスタンドに776席の個別席が完成した。これによりJ1スタジアム基準となる収容能力15,000人（芝生席は収容能力から除外）に達した。なお、8月から10月までのヴォルティスのホームゲームで個別席が有料開放された。
2012年9月、同年7月に完成した776席とは別にバックスタンドへの5,688席の個別席設置とバックスタンド全体を覆う屋根の敷設などを行うための予算化が行われた。これらの工事は2013年末の完了予定と徳島新聞は報じたが、中央構造線の調査などが必要になったことなどから工事に遅れが生じ、実際には2014年12月のJリーグ最終試合のガンバ大阪戦でようやく屋根以外の改修が完工した。

## サッカー開催時について
1994年以降、大塚製薬サッカー部は徳島市球技場と併用でホームスタジアムとして利用。2005年、ヴォルティス（大塚製薬サッカー部から組織変更）がJ2リーグに加盟した後もホームスタジアムとして利用している。
2006年からゴール裏・芝生席とも同料金の設定、2010年からメインスタンドのうち、背もたれがある中央部の席がそれ以外の席より高くなるように再設定された。また南側（大型映像装置側）ゴール裏全てがビジター側応援席だったものが、メインスタンド側半分のみの設定にする変更がなされた。なおこのアウェー席の設定は、2011年からはバックスタンド側半分に切り替えられている。
上記の通り2012年よりバックスタンドの芝生席を椅子席に変更するための改修が行われており、同7-9月の一部で最前列774席分（と当時残存していた芝生席部分）を開放しているが、それ以外の期間（2013年全期間を含む）はバックスタンドは閉鎖されている。2014年より、工事の進捗状況に応じて順次再開放する予定で、その場合、徳島ヴォルティスは「A自由席以上の座席カテゴリーとする」としている。
Jリーグ参入以後、全てのリーグ戦で座席が全て自由席の設定であったが、2016年より、SS(メインのみ設定)、S席(メイン・バック)は全て指定席の設定となる。
なお徳島ヴォルティスがJ2リーグ昇格をする前の2002年には、当時J1リーグのヴィッセル神戸が1試合当競技場で主催試合を行っている（この試合が徳島でのJリーグ初開催となった）。

## 施設概要
- 日本陸上競技連盟第1種公認[1]
- トラック：全天候舗装、400m×9レーン[1]
- 収容人員：19,514人（メインスタンド：4,746人、北サブスタンド：4,648人、南サブスタンド：4,485人、芝スタンド（バックスタンド）：5,635人）[1]
- 照明設備：鉄塔4基（平均照度1,500ルクス）[1]
- 高輝度LED方式オーロラビジョン（縦9.36m×横18.72m、175.22m2、2011年から）[2]
  - 電光掲示板（2010年まで）[2]

## ギャラリー

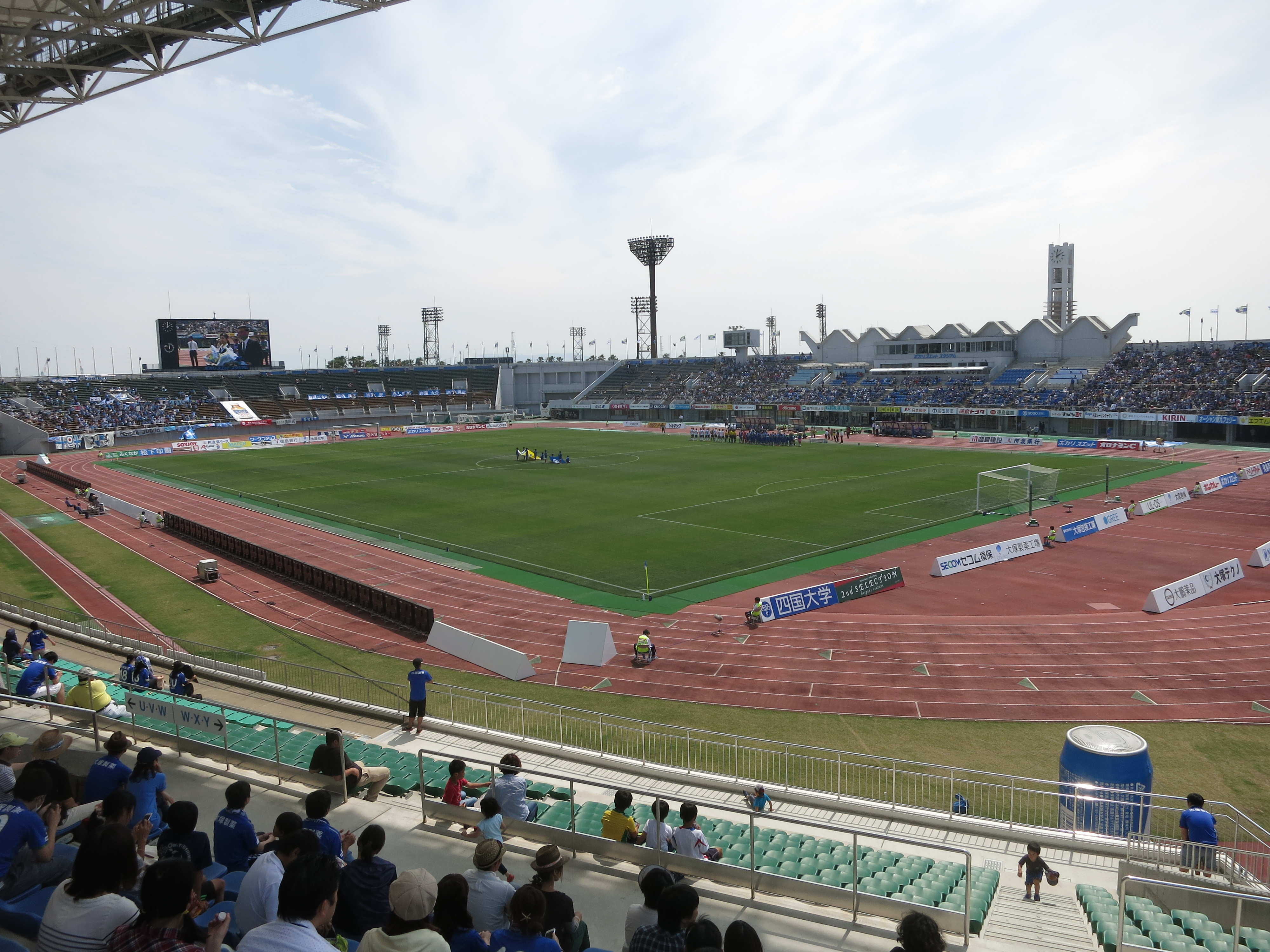
バックスタンドからメインスタンドを望む。
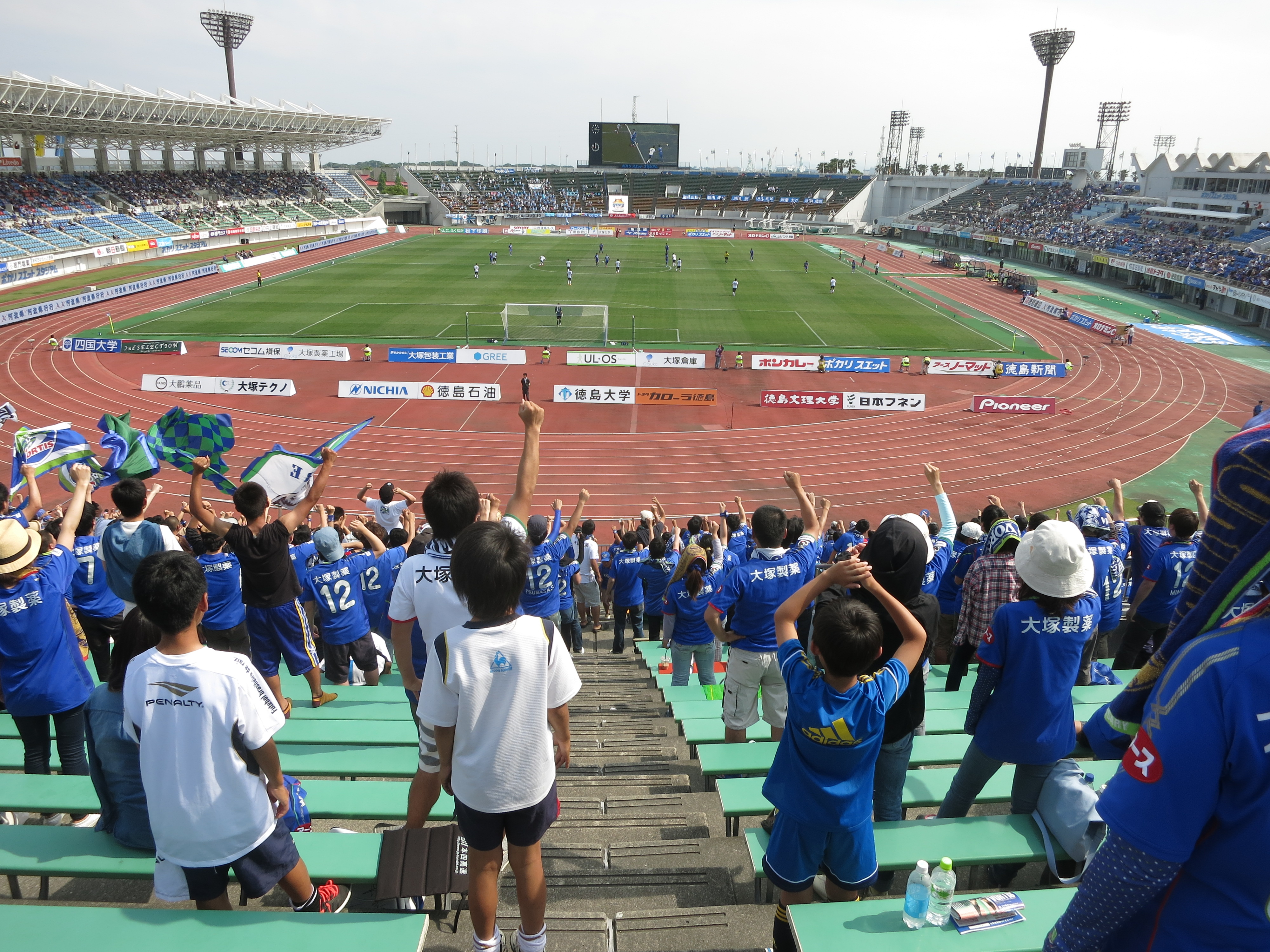
ホームゴール裏からアウェイゴール裏を望む。
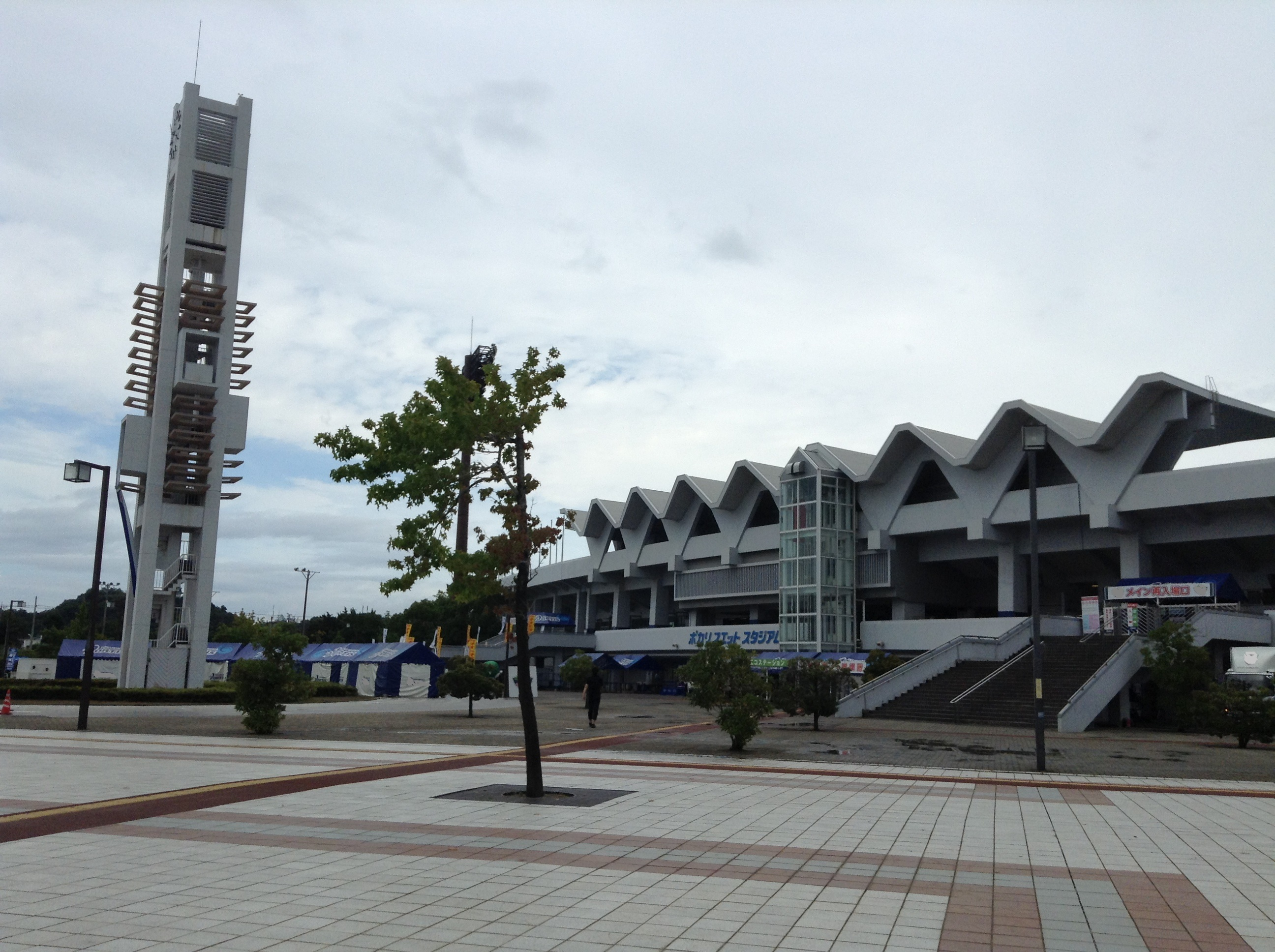
ポカリスエットスタジアム（右側。左側はシンボルタワーである）。
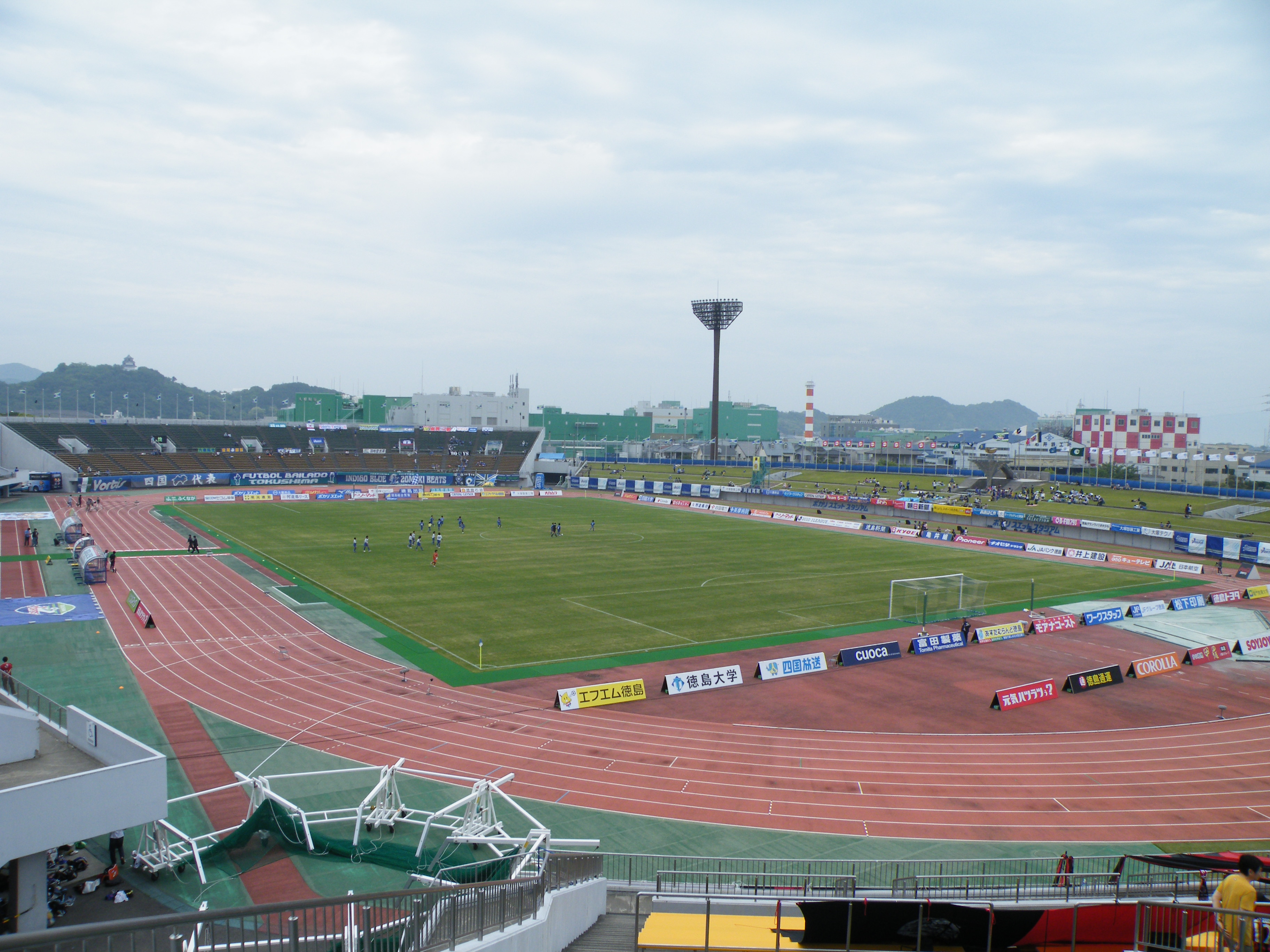
2010年5月時点のポカリスエットスタジアム。バックスタンドが芝生席となっている。
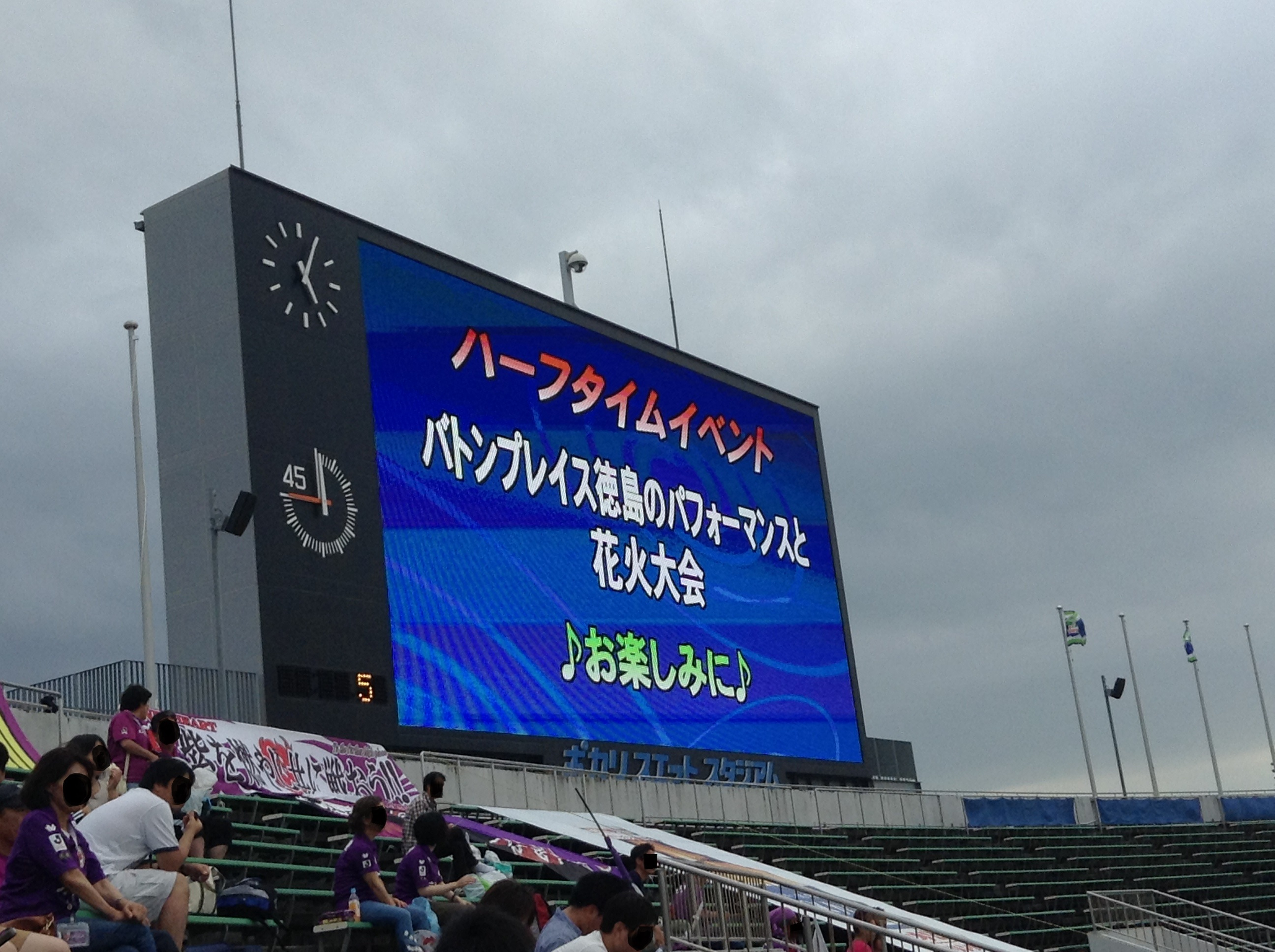
オーロラビジョン
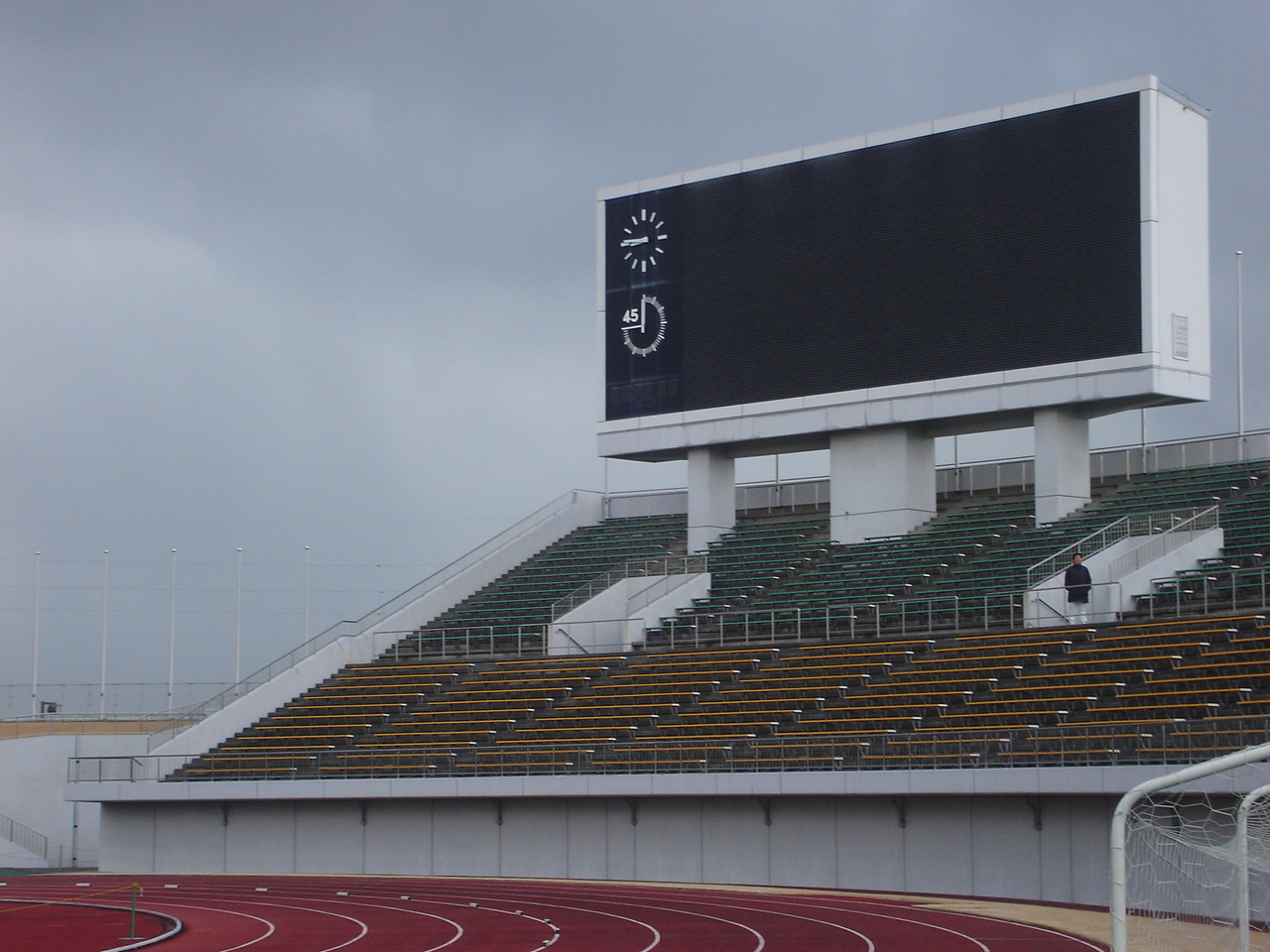
電光掲示板（2010年までのもの）